# Bungie
Bungie is een Amerikaans computerspelontwikkelaar gevestigd in Bellevue, Washington. Het bedrijf werd in 1991 opgericht en in 2000 overgenomen door Microsoft waardoor het onderdeel werd van Microsoft Studios, waar ze vooral aan Halo werkten. Nadat Halo Reach uitkwam, begon Bungie met de ontwikkeling van Destiny. Ze werden onafhankelijk in 2007, maar in 2022 werden ze overgenomen door Playstation Studios.

## Ontwikkelde spellen
| Release | Titel                             | Platform                                                                 |
| ------- | --------------------------------- | ------------------------------------------------------------------------ |
| 1991    | Operation: Desert Storm           | Mac OS                                                                   |
| 1992    | Minotaur: The Labyrinths of Crete | Mac OS                                                                   |
| 1993    | Pathways into Darkness            | Mac OS, Mac OS X                                                         |
| 1994    | Marathon                          | Mac OS, Apple Pippin                                                     |
| 1995    | Marathon 2: Durandal              | Apple Pippin, Mac OS, Windows                                            |
| 1996    | Marathon Infinity                 | Mac OS                                                                   |
| 1997    | Myth: The Fallen Lords            | Mac OS, Windows                                                          |
| 1998    | Myth II: Soulblighter             | Mac OS, Windows                                                          |
| 2001    | Oni                               | Mac OS, PlayStation 2, Windows                                           |
| 2001    | Halo: Combat Evolved              | Mac, Windows, Xbox                                                       |
| 2004    | Halo 2                            | Windows, Xbox                                                            |
| 2007    | Halo 3                            | Xbox 360                                                                 |
| 2009    | Halo 3: ODST                      | Xbox 360                                                                 |
| 2010    | Halo: Reach                       | Xbox 360                                                                 |
| 2014    | Destiny                           | PlayStation 3, PlayStation 4, Xbox 360, Xbox One                         |
| 2017    | Destiny 2                         | PlayStation 4, PlayStation 5, Xbox One, Xbox Series X❘S, Windows, Stadia |